# Aligarh (Uttar Pradesh)
Aligarh ([ˈʌliːɡʌɽʰ] Alīgaṛhⓘ en hindi: अलीगढ़, en urdu: علی گڑھ‎) es una ciudad de la India, ubicada en el estado de Uttar Pradesh, en el distrito de Aligarh.

## Descripción
Esta ciudad se encuentra a una distancia de 140 km de Nueva Delhi, es la sede administrativa del distrito de Aligarh. De acuerdo al censo del año 2001, la ciudad contaba con 667.732 habitantes (357.152 varones y 310.580 mujeres). En la India es conocida como la meca de la educación, su clima es cálido, teniendo una media de 28°C, las precipitaciones anuales son del orden de los 800 mm.

## Galería

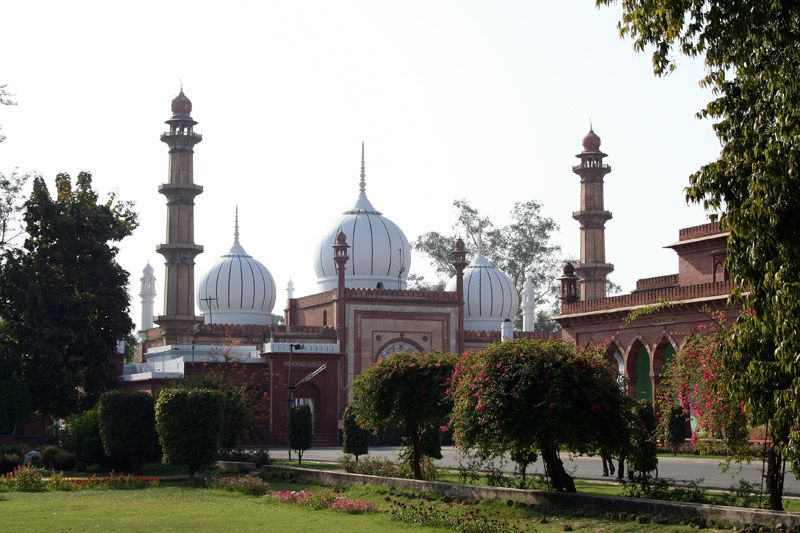
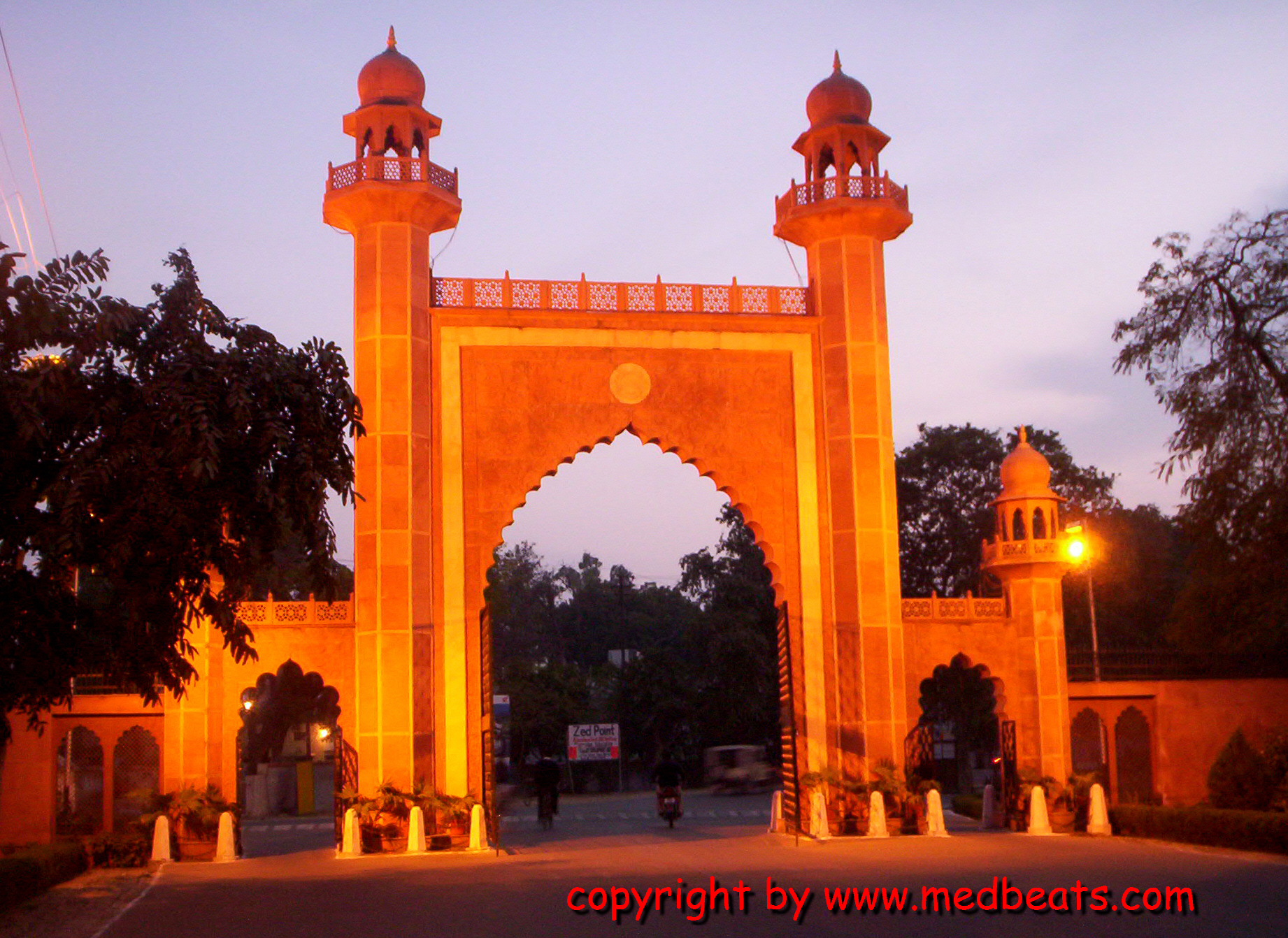
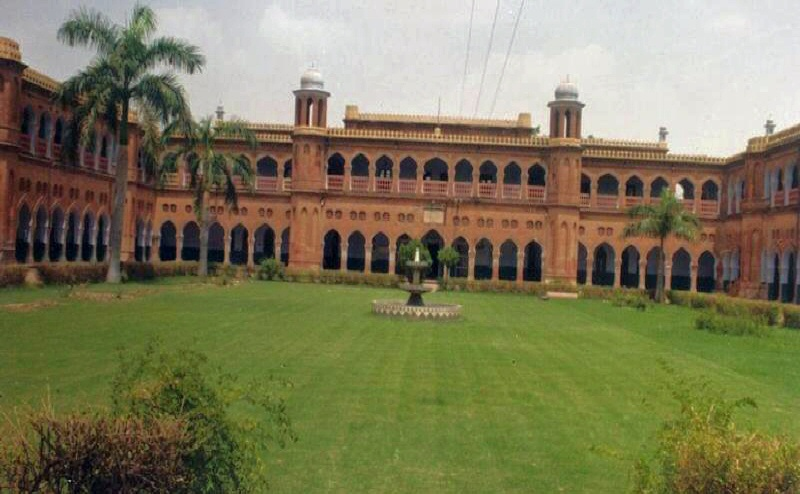
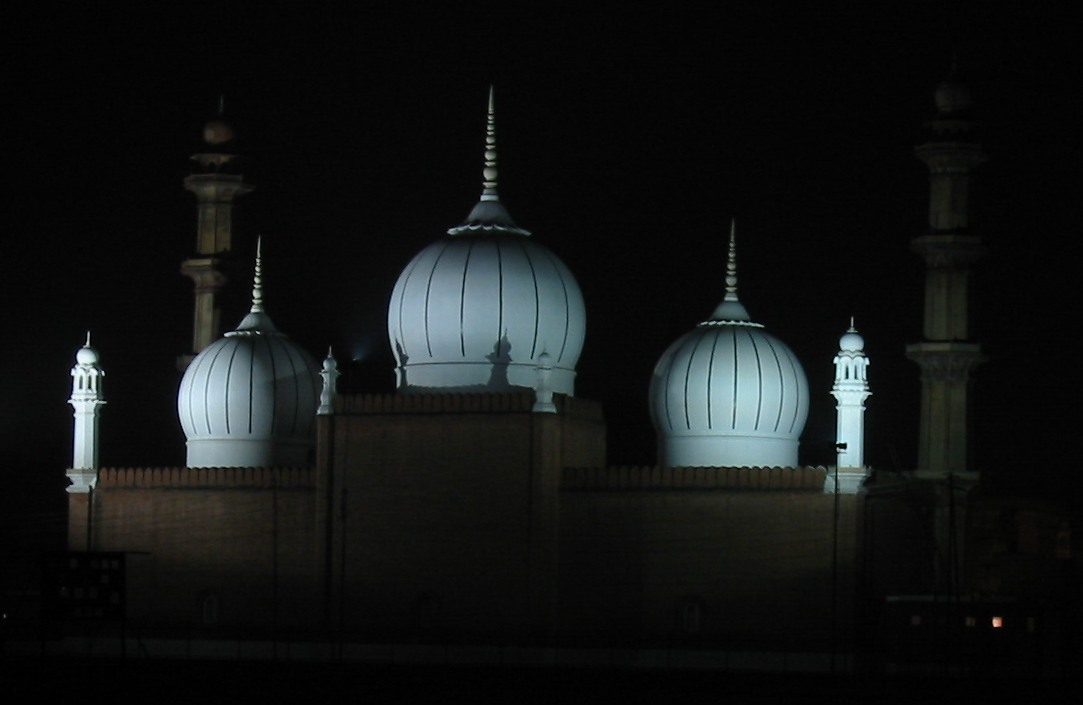
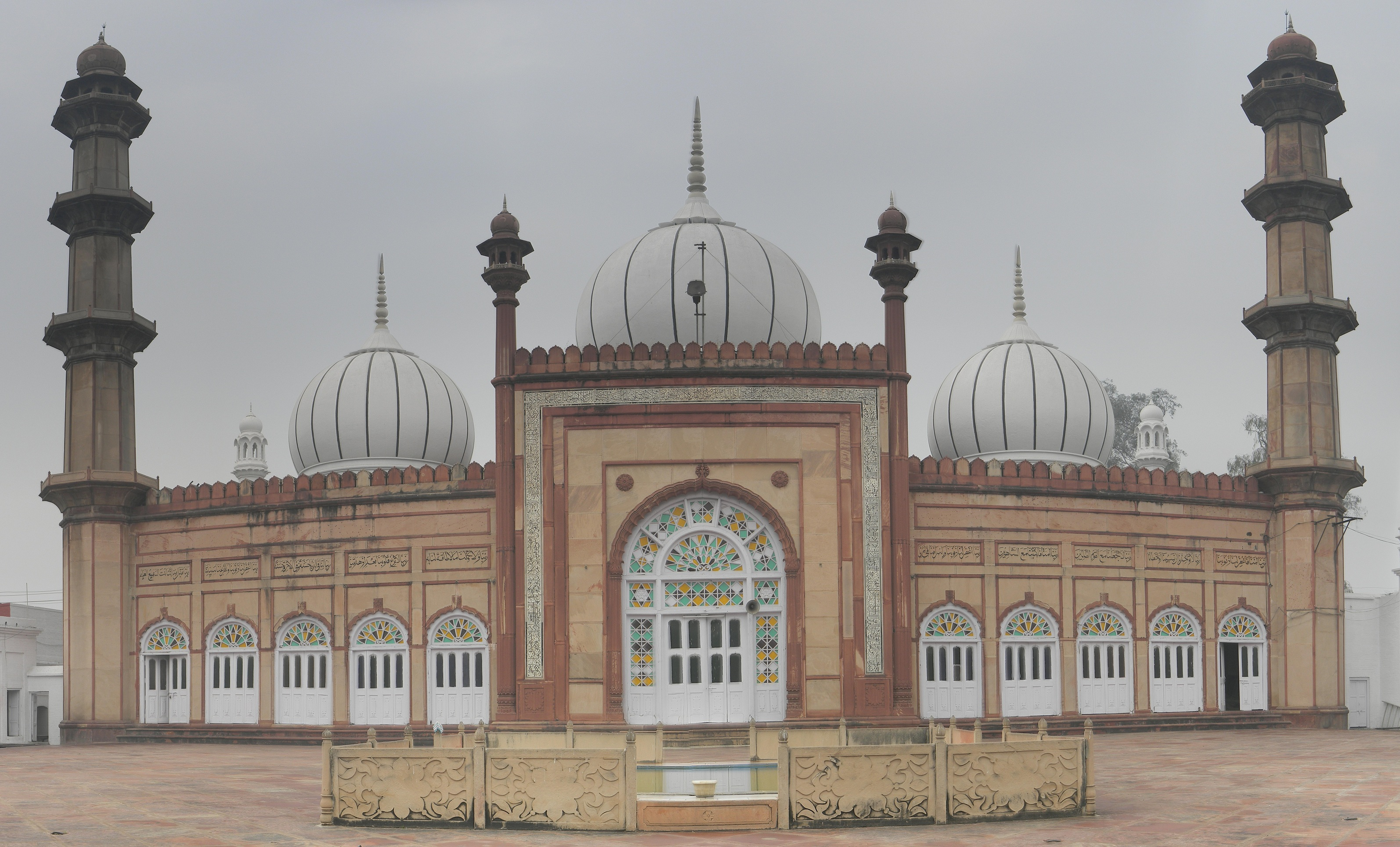